# Иварсен, Мортен
Мо́ртен И́варсен (норв. Morten Ivarsen; 19 ноября 1966, Берген) — норвежский гребец-байдарочник, выступал за сборную Норвегии в конце 1980-х — середине 1990-х годов. Участник двух летних Олимпийских игр, чемпион мира, победитель многих регат национального и международного значения.

## Биография
Мортен Иварсен родился 19 ноября 1966 года в Бергене. Активно заниматься греблей начал с раннего детства, проходил подготовку в местном каноэ-клубе под названием «Фана».
Первого серьёзного успеха на взрослом международном уровне добился в 1987 году, когда попал в основной состав норвежской национальной сборной и побывал на чемпионате мира в немецком Дуйсбурге, откуда привёз награды бронзового и золотого достоинства, выигранные в зачёте одиночных байдарок на дистанции 1000 метров и в зачёте четырёхместных байдарок на дистанции 10000 метров соответственно. Благодаря череде удачных выступлений удостоился права защищать честь страны на летних Олимпийских играх 1988 года в Сеуле — в одиночках на тысяче метрах дошёл до финала и финишировал в решающем заезде восьмым, тогда как в четвёрках на километре добрался лишь до стадии полуфиналов.
В 1991 году Иварсен выступил на мировом первенстве в Париже, где стал бронзовым призёром в программе одиночных байдарок на десятикилометровой дистанции. Будучи одним из лидеров гребной команды Норвегии, благополучно прошёл квалификацию на Олимпийские игры 1996 года в Атланте — в четвёрках на тысяче метрах сумел дойти только до полуфинала. Вскоре по окончании этой Олимпиады принял решение завершить карьеру профессионального спортсмена, уступив место в сборной молодым норвежским гребцам.